# Friederike Sattler
Friederike Sattler (* 1964 in Gronau (Leine)) ist eine deutsche Historikerin.

## Leben
Nach dem Studium (1987–1992) der Wirtschafts- und Sozialgeschichte, der Neueren und Neuesten Geschichte und der Wirtschaftswissenschaften an der Albert-Ludwigs-Universität Freiburg war sie von 1994 bis 1999 wissenschaftliche Mitarbeiterin des Forschungsverbunds SED-Staat an der FU Berlin. Nach der Promotion 2001 an der Freien Universität Berlin war sie von 2009 bis 2014 wissenschaftliche Mitarbeiterin der Historischen Kommission bei der Bayerischen Akademie der Wissenschaften (Kooperationsprojekt mit der Goethe-Universität). Nach der Habilitation 2020 am Fachbereich Philosophie und Geschichtswissenschaften der Goethe-Universität ist sie seit 2020 wissenschaftliche Mitarbeiterin der Historischen Kommission bei der Bayerischen Akademie der Wissenschaften (Kooperationsprojekt mit der Goethe-Universität).
Ihre Forschungsschwerpunkte sind Wirtschafts-, Finanz- und Sozialgeschichte des 19. und 20. Jahrhunderts, Unternehmensgeschichte, Bank- und Bankiersgeschichte, europäische Wirtschaftseliten, internationale Wirtschaftsbeziehungen und Geschichte des modernen Kapitalismus.

## Schriften (Auswahl)
- Wirtschaftsordnung im Übergang. Politik, Organisation und Funktion der KPD/SED im Land Brandenburg bei der Etablierung der zentralen Planwirtschaft der SBZ/DDR 1945–1952. Münster 2002, ISBN 3-8258-6321-2.
- Ernst Matthiensen (1900–1980). Ein deutscher Bankier im 20. Jahrhundert. Dresden 2009, ISBN 978-3-9812511-2-8.
- Der Pfandbrief 1769–2019. Von der preußischen Finanzinnovation zur Covered Bond Benchmark. Stuttgart 2019, ISBN 3-515-12291-5.
- Herrhausen: Banker, Querdenker, Global Player. Ein deutsches Leben. München 2019, ISBN 3-8275-0082-6.
- mit Stephan Paul und Dieter Ziegler: Hundertfünfzig Jahre Commerzbank 1870–2020. München 2020, ISBN 978-3-8275-0134-9.
- mit Patrick Bormann: Die DZ HYP. Eine genossenschaftliche Hypothekenbank zwischen Tradition und Wandel (1921–2021). München 2021, ISBN 3-406-76793-1.